# Leadington
Leadington é uma cidade localizada no estado americano de Missouri, no Condado de St. François.

## Demografia
Segundo o censo americano de 2000, a sua população era de 206 habitantes.
Em 2006, foi estimada uma população de 218, um aumento de 12 (5.8%).

## Geografia
De acordo com o United States Census Bureau tem uma área de
1,8 km², dos quais 1,8 km² cobertos por terra e 0,0 km² cobertos por água.

## Localidades na vizinhança
O diagrama seguinte representa as localidades num raio de 12 km ao redor de Leadington.